# آدم تومسون (لاعب كرة مضرب)
آدم تومسون (بالإنجليزية: Adam Thompson)‏ هو لاعب كرة مضرب نيوزيلندي، ولد في 28 يوليو 1982 في هاستينجس في نيوزيلندا.

## وصلات خارجية
- آدم تومسون على موقع رابطة محترفي التنس (الإنجليزية)
- آدم تومسون على موقع الاتحاد الدولي لكرة المضرب (الإنجليزية)
- آدم تومسون على موقع كأس ديفيز (الإنجليزية)
- آدم تومسون على موقع خلاصة التنس.كوم (الإنجليزية)